# Оргозоло
Орго́золо (итал. Orgosolo, сард. Orgòsolo) — коммуна в Италии, располагается в регионе Сардиния, подчиняется административному центру Нуоро.
Население составляет 4418 человек (на 31 декабря 2010), плотность населения составляет 19,75 чел./км². Занимает площадь 223,66 км². Почтовый индекс — 8027. Телефонный код — 0784.
В коммуне 7 августа особо празднуется Успение Пресвятой Богородицы. Покровителем коммуны почитается святой апостол Пётр, празднование 29 июня.
- Примеры муралес (граффити) на стенах домов